# Liu Xiaotong
Pour les articles homonymes, voir Liu et Xiaotong.
Liu Xiaotong (chinois simplifié : 刘晓彤) est une joueuse chinoise de volley-ball née le 16 février 1990 à Pékin. Elle a remporté avec l'équipe de Chine le tournoi féminin aux Jeux olympiques d'été de 2016 à Rio de Janeiro.